# Strakapoud osikový
Strakapoud osikový (Dryobates pubescens) je nejmenší severoamerický strakapoud. Dorůstá sotva 14–17 cm, dosahuje hmotnosti 21–28 g a v rozpětí křídel měří 25–30 cm.

## Znaky

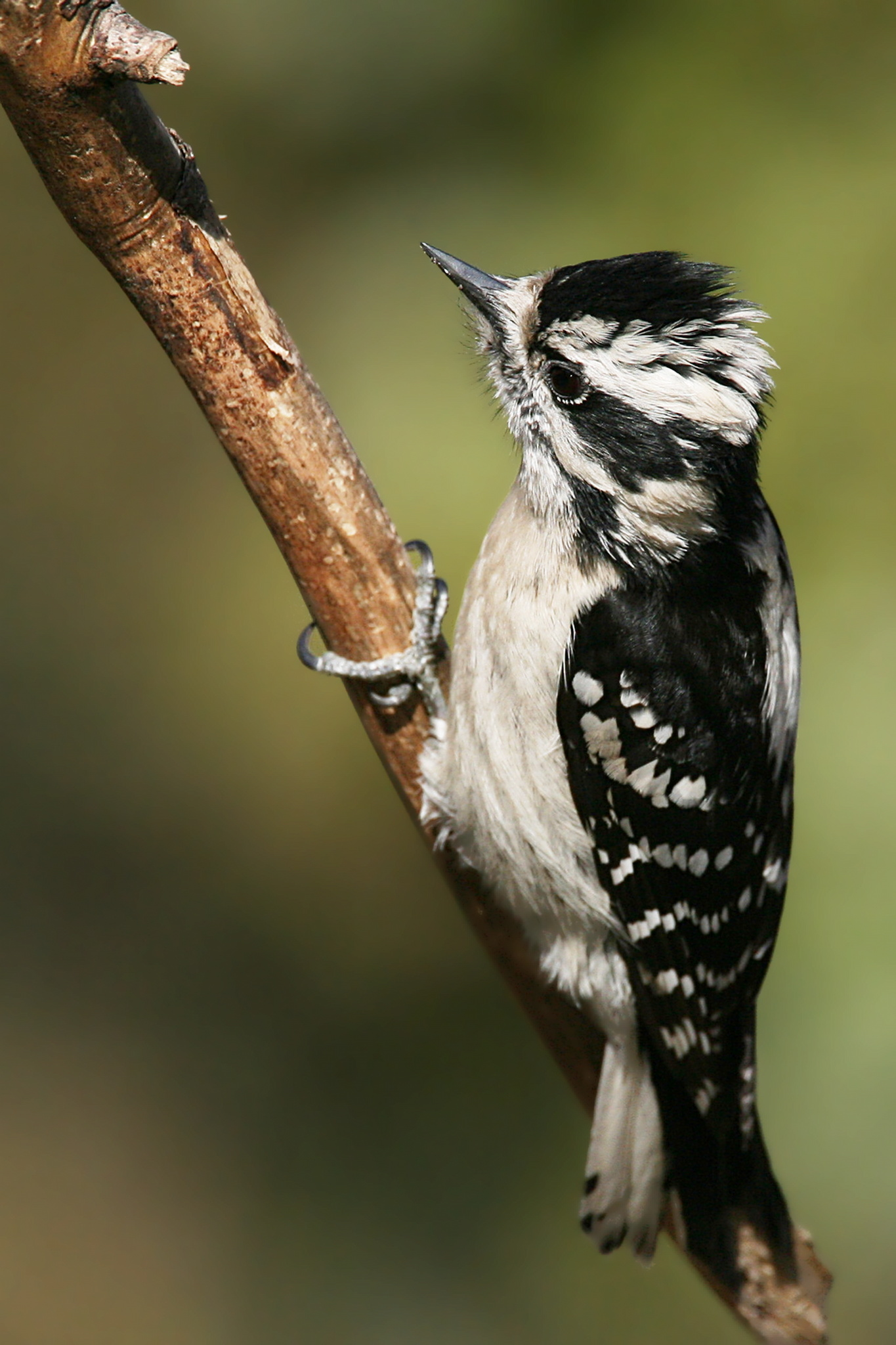
Samice

Dospělý pták je svrchu převážně černý, má bílý hřbet, hruď a břicho, bílé pruhy na křídlech a světlou hlavu s tmavým pruhem přes oko, zobákem a temenem. Samec má na zadní části hlavy navíc červenou skvrnu, kterou samice zcela postrádá.
Strakapoud osikový se zbarvením velice podobá výrazně většímu strakapoudu americkému. Mezi sebou nejsou přitom nijak blízce příbuzní, oba dva navíc zřejmě náleží do jiného rodu. Jsou tak typickým příkladem tzv. konvergentní evoluce.

## Výskyt
Je velmi hojným obyvatelem zalesněných ploch porostlých zejména opadavými stromy na velkém území Severní a části Střední Ameriky. Na většině svého areálu rozšíření se zdržuje po celý rok. Na zimu se směrem na jih přesouvají pouze ptáci ze severních oblastí, jedinci žijících v horách se obvykle stahují pouze do nižších nadmořských výšek.

## Ekologie
Strakapoud osikový hledá potravu na stromech. Živí se zejména hmyzem a jeho larvami, požírá však také i semena, oříšky a bobule. Přes zimu se často stahuje i do městských parků a zahrad a často je k vidění i u krmítek. Hnízdí v dutině stromů, které si pár společně buduje ve ztrouchnivělém stromě. Místo pro dutinu vybírá samice. Snáší 3 až 6 bílých vajec. Mladí ptáci se z dutiny hlasitě ozývají. Krmí je oba rodiče. O vyklízení dutiny se stará samec. V době hnízdění se ozývá bubnováním.